# Ragnhild Jølsen
Ragnhild Theodora Jølsen (Enebakk, 28 marzo 1875 – Enebakk, 28 gennaio 1908) è stata una scrittrice norvegese, forse una delle donne nordeuropee più note del Novecento. La Jølsen fu un'autrice controversa in un periodo di grandi cambiamenti, che portarono quasi tutte le Nazioni europee ad industrializzarsi, avviandosi così verso i nostri giorni.

## Biografia
Nata e cresciuta in una fattoria di Enebakk, nel sud della Norvegia, si trasferì ad Oslo nel 1889, dopo che alla famiglia erano stati tagliati i finanziamenti. Holm Jølsen, suo padre, fu un industriale di fiammiferi che aveva visto nella Norvegia grandi possibilità: quindi vi si era trasferito nel 1866, ma dovette andarsene definitivamente nel 1896. Nel novembre del 1906 ella si trasferì a Roma, ritornò nel giugno 1907 nei luoghi dell'infanzia e dell'adolescenza, dove entrò in affari col marito, il pittore norvegese Carl Dørnberger. Nel 1908 morì, avendo assunto quantità eccessive di sedativi, per un'overdose.

## Opere, pensiero ed eredità

### Pensiero
Il suo contributo maggiore alla Letteratura norvegese sono stati certamente i propri romanzi, nei quali esprimeva l'agonia manifestata dalle donne, le uniche escluse in un mondo di cambiamenti. Come autrice, è identificabile all'interno del movimento Bohème, che in parte riprendeva gli ideali romantici. Il suo periodo di attività si concentra nei primi anni del Novecento, dal 1903 al 1908.
Nei suoi libri, spesso proprio per questo criticati e censurati, sono presenti ampie descrizioni della vita sessuale di una donna - tematica che comunque ne permette l'unità, la cosiddetta solidarietà femminile. Alcuni critici osservarono che, per questo, era incredibilmente increscioso che fosse proprio una donna l'autrice.

### Eredità
Lo scrittore connazionale Jens Bjørneboe ne ha raccontato la vita nel romanzo Drømmen og Hjulet (Il sogno e la ruota). Questa è la più nota biografia della Jølsen, scrittrice controversa ma amata, soprattutto in Patria. Per ricordarne il centenario della morte, nel 2008 a Enebakk sono state organizzate varie attività ed eventi, quali incontri con scrittori e lettura delle sue opere in pubblico (non senza esitazione quest'ultima).

### Elenco delle opere (titoli in norvegese)
- Ve's mor (1903)
- Rikka Gan (1904)
- Fernanda Mona (1905)
- Hollases Krønike (1906)
- Brukshistorier (1907)
- Efterlatte arbeider (1908)